# Équipe de Grèce de baseball
Uniformes
L'équipe de Grèce de baseball représente la Fédération de Grèce de baseball lors des compétitions internationales, comme le Championnat d'Europe de baseball ou la Coupe du monde de baseball notamment.
L'équipe grecque est montée de toutes pièces au tout début des années 2000 afin de participer aux Jeux olympiques d'été de 2004 à Athènes. L'ensemble des joueurs qui la compose sont en fait des joueurs américains ayant plus ou moins des attaches généalogiques avec la Grèce. Le résultat le plus spectaculaire de cette sélection fut la médaille d'argent décrochée au championnat d'Europe en 2003.
La sélection grecque devait participer à la phase finale du Championnat d'Europe de baseball 2007, mais a été remplacé par l'équipe nationale autrichienne à la suite d'une décision du comité exécutif de la C.E.B. le 4 juillet 2007.

## Palmarès
Jeux olympiques
- 2004 : 7e

Championnat d'Europe de baseball
- 2003 :  2e
- 2005 : 9e
- 2007 : non qualifiée
- 2010 : 4e
- 2012 : 7e
- 2014 : 10e
- 2016 : 11e
- 2019 : non qualifiée